# Justicia lineolata
Justicia lineolata är en akantusväxtart som beskrevs av Hipólito Ruiz López och Pav.. Justicia lineolata ingår i släktet Justicia och familjen akantusväxter. Inga underarter finns listade i Catalogue of Life.